# Naldo
Ronaldo Aparecido Rodrigues (Londrina, 1982. szeptember 10. –), vagy egyszerűen csak Naldo brazil labdarúgó, jelenleg a Monaco hátvédje.

## Klubkarrierje

### Schalke 04
2016. május 15-én bejelentették, hogy Naldo kétéves szerződést kötött a Schalke 04 csapatával, miután négyéves szerződése lejárt a Wolfsburgnál. Azonban a sportigazgató Klaus Allofs nem örült neki, hogy ott akarja folytatni pályafutását, hanem azt akarta, hogy Naldo további két évvel hosszabbítsa meg a szerződését a Wolfsburgnál. A szerződés előtt Naldo iránt a Manchester United csapata is érdeklődött.

## Válogatott karrierje
2007 márciusában Naldo meghívást kapott Dungától, a brazil labdarúgó-válogatott szövetségi kapitányától a válogatott keretébe. Annak ellenére, hogy a keret tagja, a Copa Américán nem kapott játéklehetőséget. A csapat 3–0-ra legyőzte Argentínát a döntőben. Naldo 2007. június 1-jén debütált a Wembley Stadionban Anglia ellen, a mérkőzés 1–1-es döntetlennel végződött.

## Statisztika
| Klub             | Szezon           | Bajnokság        | Bajnokság | Bajnokság | Kupa  | Kupa  | Európa | Európa | Egyéb | Egyéb | Összesen | Összesen |
| Klub             | Szezon           | Bajnokság        | Mérk.     | Gólok     | Mérk. | Gólok | Mérk.  | Gólok  | Mérk. | Gólok | Mérk.    | Gólok    |
| ---------------- | ---------------- | ---------------- | --------- | --------- | ----- | ----- | ------ | ------ | ----- | ----- | -------- | -------- |
| Juventude        | 2004             | Série A          | 7         | 1         | —     | —     | —      | —      | —     | —     | 7        | 1        |
| Juventude        | 2005             | Série A          | 9         | 4         | —     | —     | —      | —      | —     | —     | 9        | 4        |
| Juventude        | Összesen         | Összesen         | 16        | 5         | —     | —     | —      | —      | —     | —     | 16       | 5        |
| Werder Bremen    | 2005–06          | Bundesliga       | 32        | 2         | 4     | 1     | 9      | 0      | —     | —     | 45       | 3        |
| Werder Bremen    | 2006–07          | Bundesliga       | 32        | 6         | 1     | 0     | 14     | 2      | 2     | 0     | 49       | 8        |
| Werder Bremen    | 2007–08          | Bundesliga       | 32        | 3         | 3     | 0     | 12     | 1      | —     | —     | 47       | 4        |
| Werder Bremen    | 2008–09          | Bundesliga       | 28        | 3         | 5     | 0     | 14     | 2      | —     | —     | 47       | 5        |
| Werder Bremen    | 2009–10          | Bundesliga       | 31        | 5         | 6     | 3     | 11     | 5      | —     | —     | 50       | 13       |
| Werder Bremen    | 2010–11          | Bundesliga       | 0         | 0         | 0     | 0     | 0      | 0      | —     | —     | 0        | 0        |
| Werder Bremen    | 2011–12          | Bundesliga       | 18        | 3         | 0     | 0     | 0      | 0      | —     | —     | 18       | 3        |
| Werder Bremen    | Összesen         | Összesen         | 173       | 22        | 19    | 4     | 60     | 10     | 2     | 0     | 254      | 36       |
| VfL Wolfsburg    | 2012–13          | Bundesliga       | 31        | 6         | 5     | 0     | —      | —      | —     | —     | 36       | 6        |
| VfL Wolfsburg    | 2013–14          | Bundesliga       | 33        | 3         | 5     | 1     | —      | —      | —     | —     | 38       | 4        |
| VfL Wolfsburg    | 2014–15          | Bundesliga       | 32        | 7         | 6     | 0     | 11     | 1      | —     | —     | 49       | 8        |
| VfL Wolfsburg    | 2015–16          | Bundesliga       | 29        | 0         | 2     | 0     | 8      | 2      | 1     | 0     | 40       | 2        |
| VfL Wolfsburg    | Összesen         | Összesen         | 125       | 16        | 18    | 1     | 19     | 3      | 1     | 0     | 163      | 20       |
| FC Schalke 04    | 2016–17          | Bundesliga       | 19        | 1         | 3     | 1     | 7      | 0      | —     | —     | 29       | 2        |
| FC Schalke 04    | 2017–18          | Bundesliga       | 30        | 7         | 3     | 0     | —      | —      | —     | —     | 33       | 7        |
| FC Schalke 04    | Összesen         | Összesen         | 49        | 8         | 6     | 1     | 7      | 0      | 0     | 0     | 62       | 9        |
| Karrier összesen | Karrier összesen | Karrier összesen | 363       | 51        | 43    | 6     | 86     | 13     | 3     | 0     | 495      | 70       |

## Díjai

### Klubcsapatban
Werder Bremen
- DFB-Ligapokal: 2006
- DFB-Pokal: 2008–09; ezüstérmes 2009–10
- DFL-Supercup: 2009 (nem hivatalos)
- Európa-liga: runner-up 2008–09

VfL Wolfsburg
- DFB-Pokal: 2014–15
- DFL-Supercup: 2015

### Válogatottban
Brazília
- Copa América: 2007

## Külső hivatkozások
- Naldo adatlapja a Soccerway oldalon (angolul)
- Naldo adatlapja a WhoScored.com oldalon
- Naldo a Nemzeti Sport oldalon
- Naldo adatlapja a SoccerBase oldalon